# Qurdtəpə
Qurdtəpə è un comune dell'Azerbaigian situato nel distretto di Şamaxı. Conta una popolazione di 804 abitanti.